# Geum lobatum
Geum lobatum là loài thực vật có hoa trong họ Hoa hồng. Loài này được (Baldwin) Smedmark mô tả khoa học đầu tiên năm 2006.